# 無始無明
無始無明，佛教術語。無明可分為兩種：一念無明和無始無明。

## 概论
“無始無明”，是指對法界實相如來藏的智慧一無所知，因而直接或間接影響眾生不能成就般若智慧功德與解脫生死，以及究竟圓滿成佛。
无始无明不是因为开悟或修行而得，而是無始以來永恒地存在於眾生心中的，没有起始的分界，故名無始無明。众生的無始無明，是從無始劫以來就一直存在著的，不曾有一剎那離開，但都不曾相應過。

## 含义
無始無明是大乘的別教所斷的惑，又可稱為所知障。 所知义爲「覺知心對於法界真實相的所知有所不足，因此成佛之道被障礙」
心不相應無始無明。無始無明煩惱“现行显著，迁流不住”，一切眾生及“二乘定性無學”（“二乘”爲声闻乘、缘觉乘，“定性”义爲决定性的、不会再退转的，“无学”爲已经断惑而不需再学解脱道的阿罗汉或辟支佛），自無始劫以來，不曾與覺知心相應，所以稱作「心不相應無始無明」，直到产生念头想探究法界實相的時候，才會跟無明相應，所以說无始无明是跟眾生的覺知心不相應的，只有跟少數想要求見實相者的覺知心相應，所以說它叫做心不相應無明。
心不相應無明住地。心不相應無明住地，是指覺知心還沒有起念头想探討法界實相的時所住的境界（即所谓“住地”），换言之，即是说覺知心不曾相應到無明時所住的境界，尚未起心想要探討實相的人所住的境界。众生如果是無始以來對於萬法實相并无知觉，即是無始無明，亦称無明住地，义爲一向住於無始無明的境界之中而未曾了知無始無明。亦從來未想过生死輪迴的本际（谓穷尽之本来者）是什麼，未想过無餘涅槃中的本際是什麼，未想过所有法界的根本是什麼，一切都未想过，所以說對實相的無明是無始本有的。
必须親聞善知識開示，了知法界實相之後，待眾生想探明法界實相而起心探究時，無始無明方才开始與眾生之覺知心相應。當菩薩開始探討如何了知實相而證得佛果，即與無始無明相應，便會開始尋找出世間善法的修行法門。在與無始無明相應的時候，一定會尋求開悟實相的知見與方法，可從教門或宗門來求開悟，最有力的途徑就是宗門——禪宗的開悟禪法。
一切有情眾生，一切二乘有學無學聖人（證果而無需再修學解脫法的叫“無學”，尚且還需繼續學習的阿羅漢之外的阿那含果及以下果位的聖人叫“有學”），都有可能滅離無始無明即所知障。 唯有真正明心見性之人才是打破無始無明者，通常來說，大乘佛菩提般若的修學中已開悟之菩薩才是分斷無始無明者，但並非唯有諸佛陀才是完全斷盡無始無明者，因為十結中的無明並非孤立於或獨立於一念無明這個範疇之外。 如果無明可以分為兩種那麼也可以分為兩種以上，因此阿羅漢只要破了一種無明就會繼續破下去，無明只會被斷盡。在阿羅漢臨命終時，必將永斷一切無明。
一切種智学中讲，無始無明是隨眠而不是種子隨眠。種子是有作用的，無始無明卻是無作用的，只是依眾生不知道法界的實相，而施設有一個“無始無明”的名相概念。所以無始無明是沒有實法存在的，並沒有一個法可以說是無始無明，只是依如來藏而說有無始無明，是依眾生未證悟如來藏而不知道法界的真實相，而施設這樣一個假名而已，所以無始無名並不是“實有法”，是依未證如來藏導致無法了知實相而假施設的名相。

## 辨义
空無所有只是一種無念境界，絕非無始無明。
無始無明乃是不明法界實相心——真如——阿賴耶識心體。凡夫不能明见“佛性”，不知實相法界之本體，不明此本體心及其所顯示之真如性與世間法上之種種性用，故於法界實相產生臆想與測度，便墮於臆想所知之“空無所有境界”中，卻返身認取離念靈知心作為真如與佛性。

## 無始無明上煩惱
菩薩當與無始無明相應時，便深思：“自己已开悟了，因何猶未成佛？因何未具足佛地一切功德及福德？”此時便起“無始無明諸上煩惱”（有“一念無明下煩惱”故，名此煩惱為上）：心上煩惱、果上煩惱、定上煩惱、得上煩惱、止上煩惱、觀上煩惱、慧上煩惱、……無量無數上煩惱，诸烦恼皆因對於佛地有惑而产生，故又名為“塵沙惑”。由此時起，菩薩之無始無明上煩惱，方由自心現行流注，猶如瀑流恒不斷絕，直至成佛才能断盡皆滅。此諸無始無明上煩惱自心流注，乃三大無量數劫修道所斷，非破參明心或眼見佛性時頓斷；最後身菩薩（又名一生补处菩萨、最后有者菩萨，爲成佛前最后一世）歷三大無量數劫之修行已，方能於明心見性時頓斷所餘極微細的煩惱障、習氣及所知障極微細之“劣無漏隨眠”，非未經三無數劫修道者所可頓斷。